# エライジン酸
エライジン酸（エライジンさん、Elaidic acid）は、水素添加された植物油に現れる主要なトランス脂肪酸で、ヤギとウシの乳に少量（脂肪酸の約0.1%）と肉にも存在する。エライジン酸のシス型異性体はオレイン酸である。
エライジン酸はコレステリルエステル転送タンパク(CETP)を活性化することにより、低密度リポタンパク質(LDL)を増やし、高密度リポタンパク質(HDL)コレステロールを減らす。
この作用によって、虚血性心疾患などの病気のリスクを高める可能性がある。